# Штиле
Штиле — река в России, протекает по Кармаскалинскому и Уфимскому районам республики Башкортостан. Длина реки составляет 25 км, площадь водосборного бассейна 167 км².
Начинается к югу от села Шаймуратово, пересекает его и течёт в общем северном направлении по открытой местности через сёла Ильтеряково, Верхнетимкино, Сихонкино, Нижнетимкино, потом сворачивает на северо-запад. Устье реки находится в 7 км по правому берегу реки Уршак.
Основные притоки — Сукайшчишма (лв), Зирекла (пр), Сарсаз (лв).

## Данные водного реестра
По данным государственного водного реестра России относится к Камскому бассейновому округу, водохозяйственный участок реки — Белая от водомерного поста села Охлебино до города Уфы, без рек Уфы (от истока до посёлка городского типа Шакши) и Дёмы (от истока до водомерного поста у деревни Бочкарёвки), речной подбассейн реки — Белая. Речной бассейн реки — Кама.
Код объекта в государственном водном реестре — 10010201412111100020084.